# (16022) Wissnergross
(16022) Wissnergross (1999 CJ86) – planetoida z grupy pasa głównego asteroid okrążająca Słońce w ciągu 3,63 lat w średniej odległości 2,36 j.a. Odkryta 10 lutego 1999 roku.